# Bizani
Bizani este un oraș în Grecia în prefectura Ioannina. Se află la o altitudine de 575 m deasupra nivelului mării.